# Victoria (Malaysia)
Victoria è una città della Malaysia, principale centro del Territorio Federale di Labuan, un'isola sulla costa nord del Borneo.
Il nome è usato per riferirsi al centro della cittadina. Il nome ufficiale è Bandar Labuan (in lingua jawi: بندر لابوان).
Il Parco Finanziario presso il Centro Jalan Merdeka è sede di molte banche offshore, assicurazioni e trust companies. C'è anche un centro convention da 1.500 posti a sedere, e un grande centro commerciale; questo moderno complesso architettonico si reputa di essere l'unico del suo tipo in qualsiasi altro porto franco internazionale nel mondo.
Come in tutti i suoi romanzi ambientati nel Borneo, lo scrittore Emilio Salgari cita più volte Labuan e la stessa Victoria: inoltre, immaginò che la bella Marianna Guillonk, detta la "perla di Labuan", vivesse con lo zio in una grande villa a pochi chilometri dalla città.